# La Passion
La Passion ist ein Lied des italienischen Musikproduzenten Gigi D’Agostino aus dem Jahre 1999. Die vierte Singleauskopplung seines zweiten Studioalbums L’amour toujours wurde vom Künstler selbst auf Basis der Melodie des Instrumentalstückes Rectangle des französischen Musikers Jacno geschrieben und produziert, weshalb sie auch unter dem Titel La Passion (Medley with Rectangle) bekannt ist.

## Musik und Text
La Passion lässt sich den Stilen Eurodance und Italo-Disco zuordnen. Ein Beat bestehend aus einer im Viervierteltakt stampfenden Bass Drum, auf jeden zweiten Takt aufschlagenden Claps und verschiedenen Hi-Hats unterlegt das von zwei unterschiedlichen, eingängigen Synthesizern dominierte Lied. Eine von Adam Austin eingesungene männliche Stimme, welche durchwegs mit dem Stimmeffekt Autotune versehen ist, trägt dazu eine Melodie in F-Dur vor.
Der Text von La Passion besteht im Wesentlichen aus lose zusammenhängenden Floskeln und Phrasen der Popmusik, die sich zumeist um Liebe, emotionale Bindungen und Freiheit drehen. Trotz des Titels ist das Lied auf Englisch gesungen, wobei es mitunter auch zu grammatikalisch inkorrekt formulierten Zeilen kommt.
Die vollständige Version des Liedes, die auf dem Album L’amour toujours zu finden ist, dauert insgesamt etwa siebeneinhalb Minuten und zeichnet sich durch einen allmählichen Aufbau aus. Zunächst ist nur einer der Synthesizer zu hören, ehe zuerst langsam die Stimme und dann einige Hi-Hats und Claps hinzustoßen. Erst nach etwa 3 Minuten setzt die Bass Drum ein. Am Ende des Songs verstummen der Beat und der Gesang, sodass lediglich die Synthesizer gespielt werden, welche letztlich ausfaden. Daneben existieren noch zwei Radio Versionen, die jeweils über 4 Minuten kürzer sind als die des Albums. Auf beiden wurde das Intro sehr stark geschnitten, sodass beim Radio Cut bereits nach etwas mehr als einer halben Minute und beim New Radio Cut schon nach weniger als 10 Sekunden die Bass Drum zu hören ist. Auch im weiteren Verlauf wurden hin und wieder Kürzungen vorgenommen.

## Musikvideo
Das Musikvideo zu La Passion, welches eine eigens geschnittene Fassung des Liedes verwendet, beginnt in einem Plattenladen, in welchem Gigi D’Agostino eine CD seines eigenen Albums L’amour toujours entwendet, diese in seine Jacke einsteckt und aus dem Geschäft läuft. Der Verkäufer ist ihm dabei zunächst auf den Fersen, weshalb sich der Dieb ab und an versteckt. Während seiner Flucht wird der Musiker allerdings von einem Auto angefahren und liegt bewusstlos auf dem Boden. Eine Frau beugt sich über ihn und stiehlt ihm bei dieser Gelegenheit seine Sonnenbrille. Es folgt ein zunächst zusammenhanglos erscheinender Schnitt in ein Appartement, in dem sich eine Frau mit einer männlichen Sexpuppe vergnügt. Plötzlich erscheint die Brillendiebin, wird beim Anblick des sexuellen Vorgangs wütend, greift sich die Puppe und schmeißt sie vom Balkon, wobei sie allerdings die Sonnenbrille verliert. Diese landet unmittelbar neben D’Agostino, der mittlerweile wieder aufgewacht ist, woraufhin er das Accessoire aufhebt und aufsetzt. Er geht zurück in den Laden und stiehlt erneut das Album. Die ersten und die letzten Momente des Videos sind dabei in ihren Aufnahmen vollkommen ident, sodass man den Clip als Zeitschleife interpretieren kann. Während des gesamten Geschehens gibt es immer wieder Zooms und Stillshots von großteils unbeteiligten, zufällig anwesenden Personen, die nichts mit dem Verlauf der Geschichte zu tun haben.

## Erfolg
La Passion war in manchen europäischen Ländern ein großer kommerzieller Erfolg. In Österreich und Belgien gelang es dem Titel, an die Spitze der Charts zu klettern, wobei es in ersterem Land das siebterfolgreichste Lied des Jahres 2000 darstellte. In Deutschland erreichte es den zweiten Platz der Hitparade, in der Schweiz beanspruchte es mit Platz 13 wiederum lediglich eine moderate Position. Es konnte sich trotz Herkunft und Popularität des Künstlers nicht in den italienischen Charts beweisen.